# أرتيوم ستيبانوف
أرتيوم ستيبانوف هو لاعب كرة قدم روسي في مركز حراسة المرمى، ولد في 5 مايو 1988 في ألماتي في كازاخستان. لعب مع أنجي محج قلعة.

## وصلات خارجية
- أرتيوم ستيبانوف على موقع قاعدة بيانات كرة القدم.إي يو (الإنجليزية)
- أرتيوم ستيبانوف على موقع Soccerway.com (الإنجليزية)